# One by One (пісня)
«One by One» — пісня американської співачки Шер. Написана Ентоні Гріффітсом, членом англійського рок-гурту «The Real People», пісня спочатку була записана гуртом як сингл у 1987 році, коли вони підписали контракт із «Polydor Records» і називалися «Jo Jo and the Real People». 1989 року ірландський співак Джонні Логан записав кавер до свого альбому «Mention My Name» і випустив його у вигляді подвійного синглу на стороні-А, який потрапив до топ-20 ірландського чарту синглів.
Через кілька років Шер записала ще одну версію «One by One» для свого двадцять першого студійного альбому «It's a Man's World» (1995). Виробництвом її версії займався англійський продюсер Стівен Ліпсон. Пісня стала другим європейським синглом альбому Шер, після пісні Марка Кона «Walking in Memphis». Вперше випущений 8 січня 1996 року на «Reprise Records» і «WEA», сингл отримав теплий прийом у чартах, потрапивши до десятки найкращих в Угорщині, Великій Британії та у зведеному рейтингу «European Hit Radio Top 40».
Для США та Канади нову версію пісні спродюсував Сем Ворд. Ця версія була випущена як перший сингл 21 травня 1996 року і мала успіх у чартах «Adult contemporary». Третя версія була випущена як максі-сингл у США, при цьому версія Ворда була змінена, щоб включити програш ближче до кінця пісні у виконанні Мелл Мела. В американському виданні «It's a Man's World» Шер була вказана як композитор пісні, тоді як організація «BMI» вказувала лише ім'я Гріффітса.

## Передумови
У 1987 році музикант з Ліверпуля Ентоні Гріффітс написав пісню для свого гурту «Jo Jo and the Real People», який згодом скоротив свою назву на «The Real People». Гурт випустив «One by One» як неальбомний сингл наприкінці 1980-х на «Polydor Records». Ірландський співак Джонні Логан перезаписав «One by One» для свого альбому «Mention My Name» 1989 року і випустив його на подвійному синглі, який потрапив у топ-20 ірландського чарту синглів.

## Комерційні показники
Незважаючи на те, що «Walking in Memphis» була обрана як перший сингл, «One by One» мала більший успіх у Великій Британії, досягнувши 7-ої позиції. У Сполучених Штатах сингл займав помірні позиції в «Billboard Hot 100», досягнувши 52-го місця, але мав великий успіх у чартах «Billboard Adult Contemporary», «Hot Dance Club Play» та «Hot Dance Singles Sales».

## Оцінки
Хосе Ф. Проміс з «AllMusic» позитивно оцінив пісню, назвавши її «прекрасною, середньотемповим соулом». Оглядач «Dotmusic» Джеймс Мастертон сказав, що це «цілком можливо, один із найчистіших поп-треків, які вона коли-небудь записувала». Рецензент «Music Week» поставив пісні три балла из пяти.

## Музичне відео
Оригінальний відеокліп до «One by One» був знятий і випущений у Великій Британії, показує історію пари, яка бореться зі своїми проблемами та постійними сварками, і насамкінець розуміє, що насправді вони люблять один одного. Випущене у США відео відрізнялося від оригінального деякими новими сценами, деякими віддаленими сценами, а також анімацією на початку кліпу. Також було випущено третє відео з використанням «Junior Vasquez Vocal Edit» через популярність цього реміксу Васкеса у клубах. Ден Ракс, також відомий як Ден-О-Рама, зробив ремікс-відео, використовуючи комбінацію обох оригінальних відео.

## Живе виконання
- Шер виконувала цю пісню під час п'ятого етапу туру «The Farewell Tour». Ремікс «Junior Vasquez Club Vocal Mix» виконувався в рамках «Love Medley».
- Пісня виконувалася співачкою у 1996 році на американській телепередачі «Пізнє шоу з Девідом Леттерманом».[8]

## Трек-лист
| - Британський та австралійський CD сингл 1. «One by One» — 5:03 2. «If I Could Turn Back Time» — 3:59 3. «It's a Man's Man's Man's World» — 4:37 - Британський 12-дюймовий сингл 1. «One by One» (Junior's Club Vocal) — 8:45 2. «Walking in Memphis» (Shut Up and Dance vocal mix) — 5:08 3. «Walking in Memphis» (Baby Doc Mix) — 7:34 - Британський касетний сингл 1. «One by One» — 5:03 2. «It's a Man's Man's Man's World» — 4:37 - Європейський максі-CD сингл 1. «One by One» — 5:03 2. «One by One» (Junior Vasquez Mix) — 8:45 3. «If I Could Turn Back Time» — 3:59 4. «It's a Man's Man's Man's World» — 4:37 - Американський 7-дюймовий сингл 1. «One by One» (album version) — 4:06 2. «I Wouldn't Treat a Dog (The Way You Treated Me)» — 3:34 | - Американський CD та касетний сингл 1. «One by One» (album version) — 4:06 2. «I Wouldn't Treat a Dog (The Way You Treated Me)» — 3:34 3. «One by One» (original UK album version) — 5:03 - Американський та австралійський максі-CD сингл 1. «One by One» (with Melle Mel) — 4:06 2. «I Wouldn't Treat a Dog (The Way You Treated Me)» — 3:35 3. «One by One» (Junior Vasquez club vocal mix) — 8:45 4. «One by One» (Junior Vasquez club dub) — 7:22 5. «One by One» (X Beat Mix) — 7:36 6. «One by One» (X Beat Dub) — 7:36 - Американський 12-дюймовий сингл 1. «One by One» (Junior Vasquez club vocal mix) — 8:45 2. «One by One» (Junior Vasquez club dub) — 7:22 3. «One by One» (with Melle Mel) — 4:06 4. «One by One» (X Beat Mix) — 7:36 5. «I Wouldn't Treat a Dog (The Way You Treated Me)» — 3:35 |

## Чарти
| Чарт (1996)                                         | Позиція |
| --------------------------------------------------- | ------- |
| Canada Top Singles (RPM)                            | 22      |
| Canada Adult Contemporary (RPM)                     | 2       |
| Європа (European Hot 100 Singles)                   | 34      |
| Європа (European Adult Contemporary (Music & Media) | 16      |
| Європа (European Hit Radio (Music & Media))         | 8       |
| Угорщина (Mahasz)                                   | 6       |
| Ісландія (Íslenski Listinn Topp 40)                 | 29      |
| Шотландія (Official Charts Company)                 | 5       |
| Велика Британія (Official Charts Company)           | 7       |
| Велика Британія (UK Radio Airplay (OCC))            | 2       |
| США (Billboard Hot 100)                             | 52      |
| США (Adult Contemporary) (Billboard)                | 9       |
| США (Adult Top 40) (Billboard)                      | 29      |
| США (Hot Dance Club Songs) (Billboard)              | 7       |
| США (Cash Box Top 100)                              | 57      |

| Чарт (1996)                              | Позиція |
| ---------------------------------------- | ------- |
| Канада (Canada Adult Contemporary (RPM)) | 27      |
| Велика Британія (UK Singles (OCC))       | 83      |
| Велика Британія (UK Radio Airplay (OCC)) | 24      |
| США (US Dance Singles Sales (Billboard)) | 39      |

## Історія релізу
| Регіон          | Дата           | Формат(и)               | Лейбл(и) | Ref.   |
| --------------- | -------------- | ----------------------- | -------- | ------ |
| Велика Британія | 8 січня 1996   | 12-дюймове LP CD касета | WEA      | [ 38 ] |
| CIF             | 21 травня 1996 | Contemporary hit radio  | Reprise  | [ 39 ] |